# Eva Alina Hočevar
Eva Alina Hočevar, slovenska kajakašica in kanuistka, * 27. marec 2002.
Hočevar je na svetovnih prvenstvih osvojila srebrno medaljo leta 2022 v disciplini K-1 ekipno in bronasto leta 2023 v disciplini C-1 ekipno, na evropskih prvenstvih pa naslov prvakinje leta 2024 v disciplini K-1 ekipno ter srebrni medalji v disciplini C-1 ekipno v letih 2020 in 2024.
Njen oče Simon je nekdanji kanuist in trener, brat Žiga Lin prav tako tekmuje v tej disciplini.